# Ptilostomus afer
El piapiac (Ptilostomus afer) es una especie de ave paseriforme de la familia Corvidae y único representante del género Ptilostomus.
Se distribuye por las sabanas y áreas abiertas del África subtropical, siendo una especie bastante común. 